# Часовских, Иван Дмитриевич
Иван Дмитриевич Часовских (1924 — 2003) — советский гвардии старший сержант, командир орудия 282-го гвардейского истребительно-противотанкового артиллерийского полка, 3-й отдельной гвардейской истребительно-противотанковой  артиллерийской бригады, 5-й ударной армии, 1-го Белорусского фронта. Полный кавалер Ордена Славы.

## Биография
Родился в 19 августа 1924 году в селе Нижние Борки Горшеченский район, Курской области в крестьянской семье. После получения неполного среднего образования работал в колхозе.
С 1943 года призван в ряды РККА и  направлен в действующую армию — командир орудия 282-го гвардейского истребительно-противотанкового артиллерийского полка, 3-й отдельной гвардейской истребительно-противотанковой  артиллерийской бригады, 5-й ударной армии, воевал на 1-м Белорусском фронте, участвовал во всех наступательных операциях своего полка и дивизии.
24 июня 1944 года командир орудия гвардии младший сержант И. Д. Часовских при прорыве обороны противника у деревни Петровичи на подступах к городу Бобруйск в составе расчета разбил два НП, две пулемётные точки и два дзота, истребил свыше десяти гитлеровцев. 28 июня 1944 года в бою за город Бобруйск в составе расчёта участвовал в отражении четырёх контратак врага, уничтожив при этом шесть огневых точек и НП. За это 20 июля 1944 года Указом Президиума Верховного Совета СССР И. Д. Часовских награждён  Орденом Славы 3-й степени.
4 марта 1945 года гвардии старший сержант И. Д. Часовских с орудием ворвался в город Наугард (Германия) и прямой наводкой вывел из строя 4 пулемёта, 3 бронетранспортера, истребил и рассеял до взвода живой силы. 6 марта 1945 года вместе с бойцами батареи вышел к заливу Фриш-Хафф в районе города Каммин (Германия), орудийным огнём уничтожил свыше 10 гитлеровцев, потопил 2 лодки. 7 мая 1945 года Указом Президиума Верховного Совета СССР И. Д. Часовских  награждён Орденом Славы 2-й степени.
21 апреля 1945 года гвардии старший сержант И. Д. Часовских в уличных боях в городе Берлин (Германия) вместе с расчётом вывел из строя 2 танка, 9 автомашин, 2 бронетранспортера, противотанковое орудие и большое количество живой силы врага. 15 мая 1945 года Указом Президиума Верховного Совета СССР И. Д. Часовских был награждён Орденом Славы 1-й степени.
В 1947 году старшина И. Д. Часовских демобилизован из Советской армии, работал в колхозе.
Умер 3 августа 2003 года в селе Нижние Борки Горшеченский район, Курской области.

## Награды
- Орден Славы I степени (1946)
- Орден Славы II степени (1945)
- Орден Славы III степени (1944)
- Орден Красного Знамени  (1944)
- Орден Отечественной войны I степени (1985)
- Медаль «За отвагу» (СССР) (1944)